# 瑞秋·比爾森
| children       = 1
| 代表作  = 《玩酷世代》《心跳診療室》《移動世界》
}}
瑞秋·莎拉·比爾森（英語：Rachel Sarah Bilson，1981年8月25日—），美國女演員、製片人與播客主持人。她生長於加州的演藝家庭，2003年正式踏入演藝圈，隨後以演出黃金時段影集《玩酷世代》中莎瑪·羅伯茨一角廣獲矚目。2006年，她以電影《終情之吻》首度跨足大銀幕，其他作品包括 2008 年科幻動作片《移動世界》。

## 個人生活
（＊以下段落沿用現行條目全文，未做變動＊）

## 2020年代：播客、製片與懷舊行銷
自 2021 年起，比爾森與多年好友 Olivia Allen 共同主持談話播客《Broad Ideas》，節目聚焦心理健康、親密關係與流行文化，截至 2025 年 6 月已播出逾 160 集，收錄來賓橫跨影視創作者與心理健康倡議者。
2024 年 6 月，她攜手《玩酷世代》主創 Josh Schwartz、Stephanie Savage 與 21 Seeds Tequila，重現「莎瑪·羅伯茨」形象拍攝品牌 21 週年懷舊廣告，引發劇迷共鳴與媒體討論。
同年 9 月上映之心理勵志片《Continue》由 Nadine Crocker 執導，比爾森擔任聯合製片；片方並成立非營利組織「Continue On」，她亦名列董事會成員，致力於青少年心理健康與自殺防治倡議。
2025 年 6 月，比爾森於 Instagram 罕見分享與 10 歲女兒 Briar Rose 觀賞 Olivia Rodrigo 倫敦演唱會的合照，再次引起外界對其家庭生活的關注。

### 製片作品
| 年份 | 片名     | 職位   | 備註 |
| ---- | -------- | ------ | ---- |
| 2024 | Continue | 製片人 | 電影 |

## 影視作品
（＊沿用既有電影表；若需補充電視劇／配音等，請在此表下方新增＊）

## 外部連結
- 瑞秋·比爾森在互联网电影资料库（IMDb）上的資料（英文）
- 在AllMovie上瑞秋·比爾森的頁面（英文）
- People.com的瑞秋·比爾森。

## 個人生活
比爾森曾和《玩酷世代》同劇演員亞當·布羅迪交往三年，直到2006年結束感情。2007年，她因為拍攝《移動世界》而和海登·克里斯唐森結緣，翌年訂婚。他們在2010年曾因故分手，但數個月後又復合。
比爾森是部分媒體所公認的「時尚迷」。她將自己的穿著歸類為「復古」路線，並自言受到凱特·摩絲和黛安·基頓的影響。她的衣著亦時常融入波西米亞風。2007年，她和DKNY牛仔褲接觸，產生了建立流行時尚品牌、設計系列服裝的念頭。於是他們成立了「Edie Rose」時尚品牌，並在2008年9月首度發表作品。此系列服飾以黑白兩色為基調，間或以顯眼的鮮黃色作為點綴，易於結合衣櫥內現有衣物進行穿搭。她的主打概念是以低於100美元的實惠價格，讓年輕女生也能擁有時髦單品。他們在2008年7月推出廣告圖，由比爾森擔任自己品牌的服裝模特兒。她在《青少年時尚》雜誌訪談中提到：「我想把這件事和演員的瑞秋·比爾森劃分得越清楚越好。我希望人們是真的欣賞這些衣服，而不是它們背後的人物。」她的住家在2009年5月遭竊，屋內許多流行服飾皆被洗劫一空。此外，比爾森曾多次拒絕半裸登上男性雜誌，表示她覺得自己的身體是「神聖的」，「不是放在那裡讓全世界看的。」但她後來接受為《Maxim》雜誌拍攝照片。比爾森的時尚態度和處世風格使她成為犯罪集團Bling Ring的目標；他們曾多次入竊她的住屋。

## 影視作品
| 年份   | 電影                                   | 角色          | 備註                                 |
| ------ | -------------------------------------- | ------------- | ------------------------------------ |
| 2006年 | 《終情之吻》（The Last Kiss）          | Kim           | 提名—青少年票選獎－突出電影表現女星  |
| 2008年 | 《移動世界》（Jumper）                 | Millie Harris | 青少年票選獎－劇情、動作片電影女演員 |
| 2009年 | 《紐約我愛你》（New York, I Love You） | Molly Snow    |                                      |
| 2011年 | 《等妳到永遠》（Waiting for Forever）  | Emma Twist    |                                      |
| 2011年 | 《當好孕來敲門 》 （L!fe Happens）     | Laura         |                                      |
| 2013年 | The To Do List                         | Amber         |                                      |

## 外部連結
- 瑞秋·比爾森在互联网电影资料库（IMDb）上的資料（英文）
- 在AllMovie上瑞秋·比爾森的頁面（英文）
- People.com的瑞秋·比爾森。